# Lijst van judoka's
Een judoka is iemand die judo beoefent.
Lijst van judoka's:

## België
- Ingrid Berghmans (enkelvoudig olympisch kampioen, zesvoudig wereldkampioen, drievoudig Europees kampioen, 5e dan)
- Joachim Bottieau (brons Europees kampioenschap, drievoudig Belgisch kampioen)
- Roland Cambier (een van de pioniers Belgische judo, internationaal scheidsrechter, eerste Vlaamse 9e dan)
- Matthias Casse (enkelvoudig wereld- en europees kampioen -81 kg (2021 + 2019), wereldkampioen jeugd (2017), brons Olympische Spelen 2020, gehouden in 2021, Tokio)
- Marcel Clause (voormalig nationaal lesgever Belgische Judo Bond, meervoudig Belgisch kampioen, internationaal scheidsrechter, Kodokan 8e dan)
- Carl De Crée (Belgisch kampioen, high-performance coach, inspanningsfysioloog, judokata-expert, Japanoloog en judowetenschapper, 8e dan)
- Jean-Marie Dedecker (voormalig bondstrainer, 7e dan)
- Ronald De Meersman (vice-Europees kampioen juniores, Belgisch kampioen, inspanningsfysioloog)
- Lotte Denoo (enkelvoudig Belgisch kampioen)
- Felix De Smedt (Belgisch en Vlaams judopionier, eerste Belgische judoka en stichter van de eerste Belgische judoclub Bushido-Kwai, co-stichter BelAJA, 2e dan)
- Marcel Etienne (tweevoudig Europees kampioen, viervoudig Belgisch kampioen, 1e dan)
- Théo Guldemont (enkelvoudig Europees kampioen, drievoudig Belgisch kampioen, internationaal scheidsrechter, Kodokan 8e dan, eerste Belgische 9e dan)
- Ilse Heylen (brons Olympische Spelen 2004, tweevoudig Europees kampioen, vijfvoudig Belgisch kampioen, 7e dan)
- Johan Laats (wereldkampioen juniores, Europees kampioen, elfvoudig Belgisch kampioen, 6e dan)
- Jasper Lefevere
- Marie-Isabelle Lomba (brons Olympische Spelen 1996)
- Alain Massart (inspanningsfysioloog, 6e dan)
- Jeannine Meulemans (tienvoudig Belgische kampioen, 6e dan)
- Daniel Outelet (viervoudig Europees kampioen, 7-voudig Belgisch kampioen, 5e dan)
- Robert Plomb (Waals judopionier, 9e dan)
- Heidi Rakels (brons Olympische Spelen 1992, elfvoudig Belgisch kampioen)
- Amelie Rosseneu (drievoudig Belgisch kampioen)
- Ann Simons (brons Olympische Spelen 2000, achtvoudig Belgisch kampioen)
- Valère Steegmans (meervoudig Belgische kampioen, voormalig bondstrainer, internationaal scheidsrechter, Limburgs judopionier, 9e dan)
- Marc Vallot (zevenvoudig Belgisch kampioen, 5e dan)
- Harry Van Barneveld (brons Olympische Spelen 1996, 6e dan)
- Eddy Van de Cauter  (enkelvoudig wereldkampioen junioren, Europees kampioen master, 32 medailles Belgisch kampioenschap, wereldkampioen militairen, trainer, 5e dan)
- Gella Vandecaveye (tweevoudig wereldkampioen, zevenvoudig Europees kampioen, 7e dan)
- Robert Van de Walle (enkelvoudig olympisch kampioen, tweevoudig vice-wereldkampioen, drievoudig Europees kampioen,9e dan)
- François Van Haesendonck (Vlaams & Antwerps judo- en karatepionier, co-stichter BelAJA, 5e dan)
- Charline Van Snick (brons Olympische Spelen 2012, enkelvoudig Europees kampioen onder 20-jarigen)
- Dirk Van Tichelt (Europees kampioen, elfvoudig Belgisch kampioen, brons olympische spelen 2016)
- Ulla Werbrouck (enkelvoudig olympisch kampioen, zesvoudig Europees kampioen, 6e dan)
- Senne Wyns (drievoudig Belgisch kampioen)
- Dalila Sterckx (elfvoudig Belgisch kampioen onder 52 kg), geboren 1960, 7e dan

## Japan
- Jigoro Kano (grondlegger) (1860-1938)
- Ichiro Abe (1922-2022)
- Kosei Inoue (1978)
- Akio Kaminaga (1936-1993)
- Masahiko Kimura (1917-1993)
- Kyuzo Mifune (1883-1965)
- Tadahiro Nomura (1974)
- Ryoko Tani (1975)

## Nederland
- Peter Adelaar
- Kim Akker (drievoudig Nederlands kampioene 2015, 2016 en 2017)
- Jon Bluming
- Edith Bosch (wereldkampioene)
- Arshak Dabaghian (Nederlands kampioen 1998, 2e 1996, 3e 1997)
- Bryan van Dijk
- Anicka van Emden (olympisch judoka, 1× brons Rio 2016)
- Guillaume Elmont (enkelvoudig wereldkampioen)
- Dex Elmont
- Birgit Ente
- Hilde Jager
- Hein Essink
- Juul Franssen
- Jenny Gal
- Jessica Gal (viervoudig Europees kampioene, 5e dan)
- Anton Geesink (enkelvoudig olympisch kampioen, tweevoudig wereldkampioen, 10e dan)
- Dennis van der Geest (enkelvoudig wereldkampioen, 6e dan)
- Elco van der Geest (Judo-Belg)
- Karel Gietelink (bondscoach damesteam 1976 - 1990, 7e dan)
- Joop Gouweleeuw, (1940-2017) Nederlands en Europees kampioen, deelnemer Olympische Spelen 1964, 8e dan
- Deborah Gravenstijn
- Maureen Groefsema
- Henk Grol (tweemaal olympisch brons, drie keer zilver op het WK. Drievoudig Europees Kampioen)
- Jan van der Horst
- Ruben Houkes (enkelvoudig wereldkampioen, 6e dan judo)
- Mark Huizinga (enkelvoudig olympisch kampioen, 5× Europees kampioen en 10× Nederlands kampioen, 7e dan)
- Patrick van Kalken (vijfvoudig Nederlands kampioen, brons op EK 98 en WK 99, goud EK 2000, vijfde op de Olympische Spelen 2000, 5e dan)
- Karin Kienhuis
- Irene de Kok (Tweevoudig wereldkampioene)
- Chris de Korte (1938-2024) Nederlands boegbeeld voor de judosport, 9e dan
- Monique van der Lee (wereldkampioene, viervoudig Europees kampioene)
- Pieter van Leeuwen (P.J.) judopionier, 5e dan (geboren: 1935)[1]
- Cobie Malipaard
- Danny Meeuwsen (drievoudig Nederlands kampioen)
- Tamara Meijer
- Roy Meyer
- Alex Moonen (voormalig judoka: Nederlands juniorenkampioen, zwaargewicht 2002 + brons op EK en WK 2002, 4e dan) Sterkste Man van Nederland 2014, 2016, 2017 en 2018
- Jaap Nauwelaerts de Agé (pionier, 10e dan)
- Henk Numan
- Aad van Polanen (Adri) (1946) = (Nederlands kampioen 1972, Europees kampioen onder 20 jaar 1966, 6e dan)[2]
- Kim Polling
- Wim Ruska (tweevoudig olympisch kampioen, tweevoudig wereldkampioen, 8e dan)
- Tessie Savelkouls
- Henri Schoeman
- Gerhard Schutte
- Angelique Seriese (enkelvoudig wereldkampioene, 6e dan)
- Jan Snijders (1921, judopionier)
- Jan Snijders (1943, onder meer voormalig Europees kampioen, scheidsrechter en judobestuurder)
- Peter Snijders
- Anita Staps (wereldkampioene 1980 en zevenvoudig Nederlands kampioene)
- Scarlet van der Toolen (enkelvoudig Nederlands kampioene (1997))
- Carola Uilenhoed (Europees kampioen onder 23 jaar)
- Luuk Verbij (Nederlands kampioen 2009)
- Marhinde Verkerk (Europees en wereldkampioen)
- Sanneke Vermeulen (paralympische judoka, 1× brons Peking 2008)
- Grim Vuijsters (3× Nederlands kampioen 2005/2006/2007, 4e dan)
- Willy Wilhelm
- Elisabeth Willeboordse (Europees kampioen)
- Anthonie Wurth
- Claudia Zwiers (11× Nederlands kampioen)
- Angelique Seriese (olympisch kampioen, wereldkampioen)
- Jan Bosman (5x Nederlands kampioen (1972-1976))
- Albert Westerhof (Dove judoka, tweemaal Deaflympische kampioen, wereldkampioen, 4e dan)

## Israël
- Yael Arad
- Ariel Ze'evi

## Overige landen
Suriname
- Iwan Blijd
- Ricardo Elmont
- André Kamperveen
- Kommies Meda

Aruba
- Fiderd Vis

Griekenland
- Ilias Iliadis

Zuid-Korea
- Choi Min-Ho

Rusland
- Vladimir Poetin (president van Rusland)

Frankrijk
- Teddy Riner